# Santo Domingo Shomege
Santo Domingo Shomege, eller bara Shomege, är en ort i Mexiko, tillhörande kommunen Atlacomulco i den nordvästra delen av delstaten Mexiko, i den centrala delen av landet. Orten hade 1 178 invånare vid folkräkningen 2010.